# Slaget vid Badr
Slaget vid Badr utkämpades 17 mars 624 (17 ramadan år 2 A.H.) i Hijaz på Arabiska halvön. Slaget var en viktig händelse i islams tidigare historia och har än idag en speciell betydelse för muslimer världen över då segern anses ha varit mirakulös, och utgjorde en vändpunkt i Muhammeds konflikt med Qureish i Mecka. I slaget stod monoteismens styrkor under Muhammed mot den meckanska polyteismens.

## Bakgrund
Då samfundet i Medina började ta form som religiös-politisk stat riktade dess ledare Muhammed sin uppmärksamhet mot Arabiens religiösa, politiska, ekonomiska och intellektuella centrum, Mecka. I nya uppenbarelser hade Muhammed fått Mecka utpekat som mål för böneriktningen (qibla) och den muslimska vallfärden (hajj). Mot Muhammeds muslimer stod Meckas mäktiga stammar som brännmärkt muslimerna som förrädare och separatister. Muhammed började nu göra räder (razzior) mot karavaner på väg till Mecka för att störa den meckanska ekonomin. Flera strider utkämpades mellan Mecka och det muhammedledda medinasamfundet.

## Skildring i Koranen och slaget som muslimsk symbol
I Koranen, sura 8:42ff, 3:123, berättas om hur Gud skickade en osynlig armé av änglar för att säkra Muhammeds seger mot förtryck och vantro. 
Koranens vittnande om Guds ingripande gjorde slaget vid Badr till en helig symbol som har kommit att användas under den islamiska historien.  